# Ferdinand Hodler
Ferdinand Hodler (Bern, 1853. március 14. – Genf, 1918. május 19.) svájci festőművész, a legismertebb 19. századi svájci festő.

## Életpályája
Hodler szegény családból származott. Apja hamarosan meghalt, ekkor édesanyja egy alkoholista dekorációfestőhöz ment feleségül. Édesanyja 1865-ben meghalt és nyolc gyermeket hagyott árván – a legidősebb Ferdinand volt, akire 12 éves korában rászakadt a családfenntartás terhe. Festészeti tanulmányokba kezdett és hamarosan Genfbe költözött. Cégtáblákat festett és másolatokat készített a Musée Rath-ban. Anyagi helyzete javult, már spanyolországi tanulmányútra is telt – különösen Velázquez volt rá hatással. 1881-ben, 28 éves korában, bérelt először műhelyt. Ekkoriban még a historizmusnál tartott, önálló stílusa az 1880-as évek közepétől bontakozott ki. 1887-ben volt Bernben az első önálló kiállítása. 
1889-ben vette feleségül Bertha Stuckit, ám boldogsága nem volt tartós. Ez az év hozta meg számára az áttörést Az éjszaka (Die Nacht) című festményével, amelyen az álom és a halál mellett megjelenik a szexualitás is. A genfi Musee Rath megijedt a várható reakcióktól: a megnyitó előtti napon döntöttek arról, hogy mégsem mutatják be. Így magánkiállításokon került a mű bemutatásra – nagy sikerrel. A képet hamarosan Párizsban, Münchenben  és Velencében is bemutatták. 
Az 1900. évi párizsi világkiállításon aranyérmet nyert három kiállított művével. Ezt követően szecessziós áramlatokhoz csatlakozott: 1900-ban a Wiener Secessionhoz és a Berliner Secessionhoz, majd  1904-ben a Münchner Sezessionhoz is. 
Hodler késői korszakából az Alpokról festett tájképei emlékezetesek. Németországban valamennyi művésztársaságból kizárták, miután 1914-ben aláírt egy tiltakozó levelet amiatt, mert a németek tüzérséggel rombolták le a Reims-i katedrálist. Szülőhazájában azonban elismerték: már 1911-ben két képét (Der Mäher, Der Holzfäller) bankjegyek motívumaként használták fel. 1916-ban tiszteletbeli professzori címet kapott Genfben. Megérte első retrospektív kiállítását, amelyet a Kunsthausban rendeztek Zürich-ben 1917-ben. Halála évében választották Genf díszpolgárává.

## Galéria

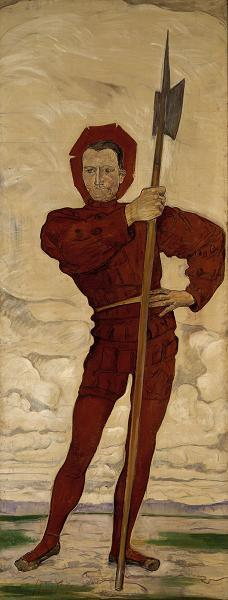
Az alabárdos, 1895, Dallas Museum of Art
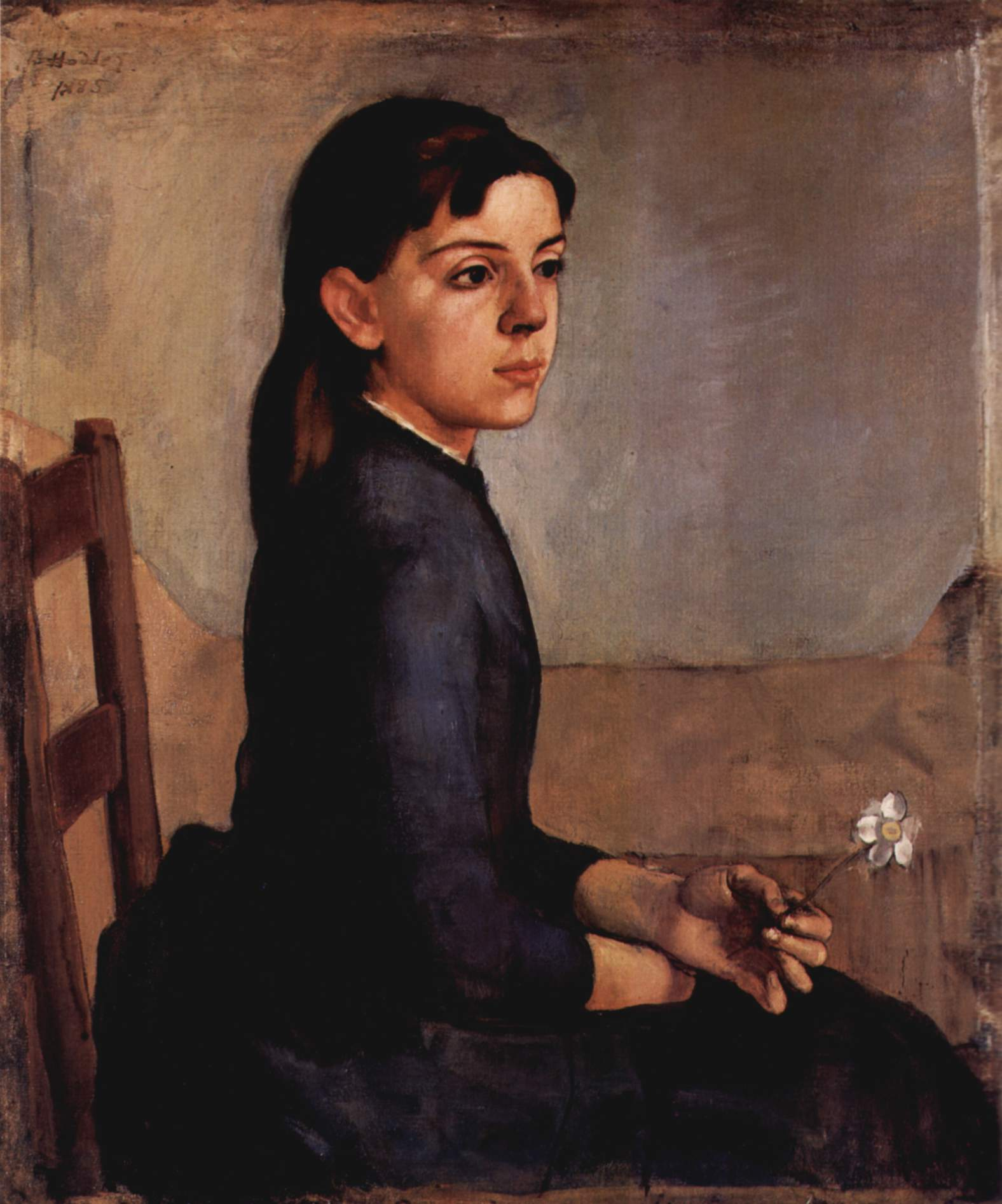
Louise-Delphine Duchosal portréja, 1885, olaj vászonra, 55 x 46.5 cm
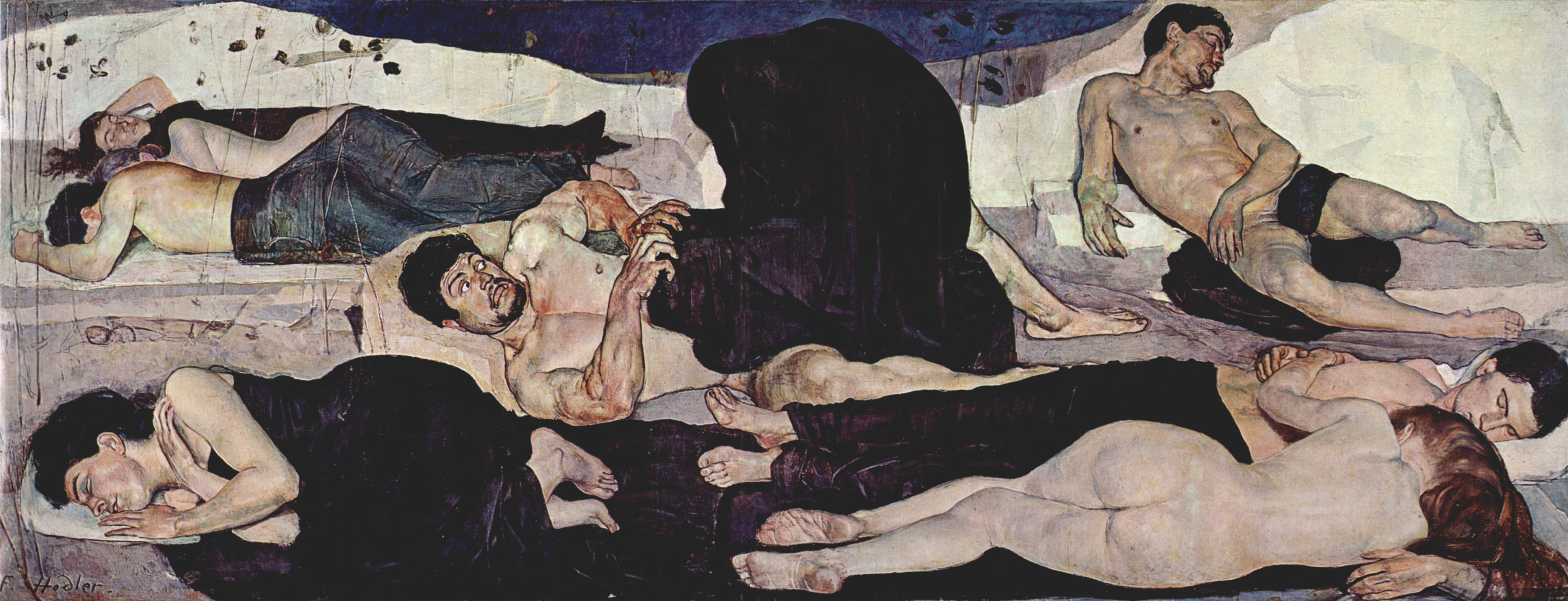
Az éjszaka, 1889–1890, Bern, Kunstmuseum
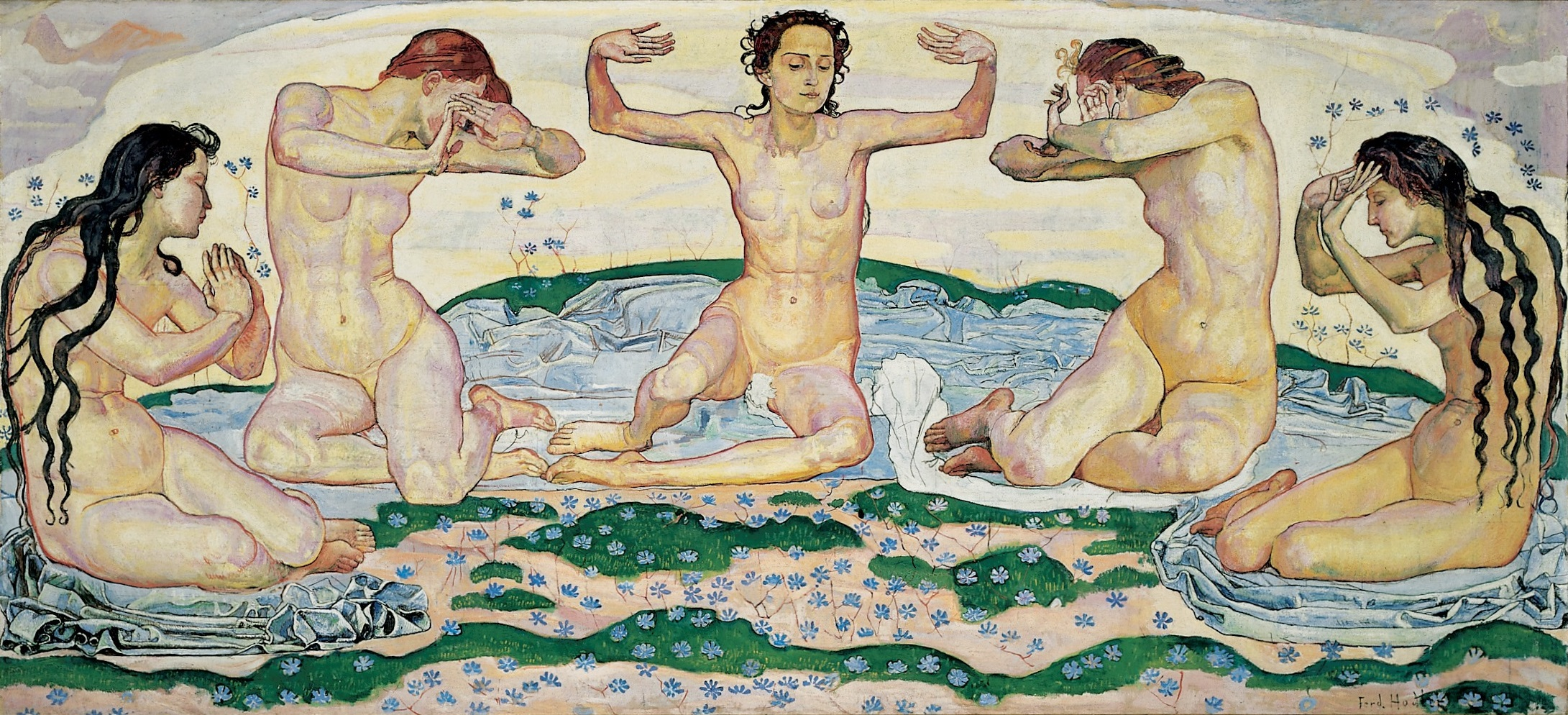
A nappal, 1900, Bern, Kunstmuseum
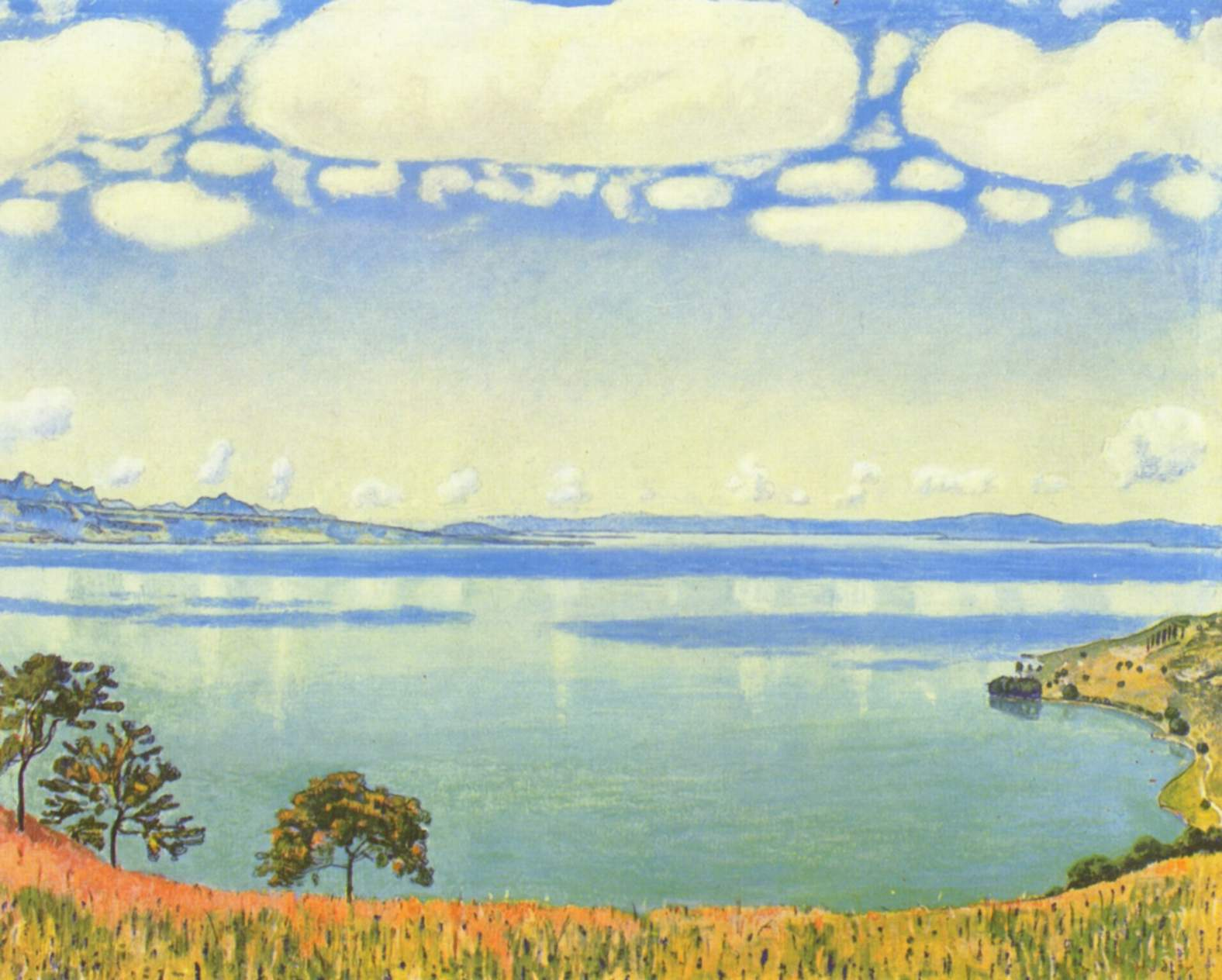
A Genfi tó Chexbres-ből nézve, 1905, olaj vászonra,
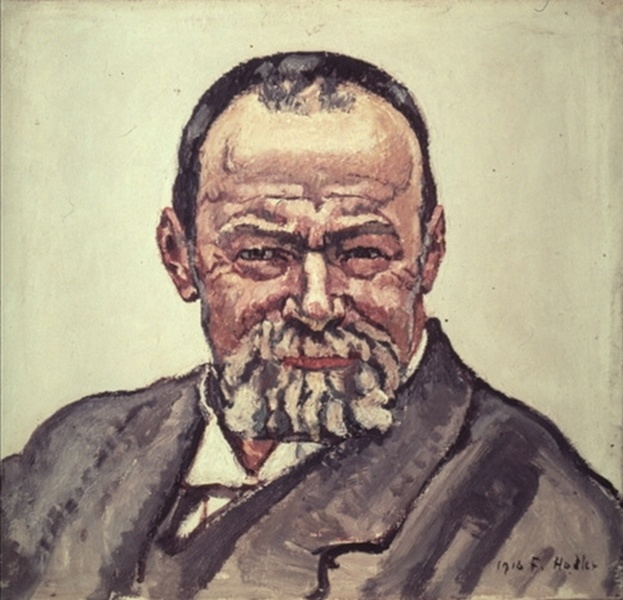
Önarcképe, 1916